# No Show
"No Show" je 41. epizoda HBO-ove televizijske serije Obitelj Soprano i druga u četvrtoj sezoni serije. Napisali su je David Chase i Terence Winter, režirao John Patterson, a originalno je emitirana 22. rujna 2002.

## Radnja
Meadowina bezvoljnost nastavlja zabrinjavati njezine roditelje. Carmela pokuša razgovarati o njezinom nepohađanju kolegija, ali Meadow opet kao ispriku iskoristi smrt Jackieja Aprilea Jr. Kasnije prizna kako nije ni upisala godinu jer se nada ds će s prijateljicom Misty putovati po Europi. Tony o problemu razgovara s dr. Melfi, a ona preporučuje psihologa specijaliziranog za adolescente. Meadow pristaje otići kod dr. Wendy Kobler, koja zapravo potiče Meadowine planove. To izazove obiteljsku svađu gdje se Meadow posvađa s Tonyjem oko njegova poslovnog života nazvavši ga "G. šef mafije". Tony odgovara, prilično emocionalno, kako je učinio sve kako bi spasio Jackieja. Ona ode iz kuće rekavši kako je donijela odluku. Meadow ipak odlazi na Columbiu i upisuje nekoliko kolegija dok se njezini roditelji brinu je li uistinu napustila zemlju.
Carmelino se koketiranje s Furiom Giuntom nastavlja, a ona uživa u njegovim jutarnjim posjetama kad dolazi pokupiti Tonyja. Furio joj kaže kako namjerava kupiti kuću. 
Ekipe priređuju rođendansku zabavu za Alberta Baresea u Vesuviu. Ralph Cifaretto zbije neslanu šalu o težini Ginny Sack, rekavši kako je "s guzice skinula madež od 45 kilograma". Dok se Paulie Walnuts nalazi u zatvoru, Patsy Parisi i Little Paulie Germani organiziraju sastanak u njegovo ime kako bi razgovarali o Ralphiejevom dijelu posla na gradilištu Esplanade. Sastanak se odvija u Vesuviu, a predsjeda mu Silvio. Nekon nešto prepiranja, dogovaraju pet poslova -— tri na koja se ne mora raditi ("no work") i dva na koja se ne mora pojaviti ("no show"). Kapetan Paulie dobiva prvi posao na kojem se ne mora pojaviti. Silvio kaže Tonyju kako želi postaviti Christophera za izvršnog kapetana Pauliejeve ekipe tijekom njegova izbivanja te daje Chrisu drugi posao na kojem se ne mora pojaviti. To uznemiri Patsyja, koji smatra kako ima prednost pred Chrisom, jer je duže u mafiji. Uostalom, baš je Patsy, a ne Christopher, dogovorio poslove na sastanku. Tri posla na kojima se ne mora raditi dobiva Paulie da ih raspodijeli, a oni odlaze Furiu, Bennyju i Little Paulieju.
Napuštajući sastanak, Chris se našali sa Silviom kako je prva stvar koju će učiniti dodati "sijeda krila" u kosu kao što to ima Paulie. Silviu se šala ne sviđa; usto se osjeća odbačenim jer shvaća kako Chris počinje zauzimati njegovo mjesto u Tonyjevu užem krugu. Chris kasnije posjećuje gradilište gdje Patsy, Benny Fazio, Little Paulie, Donny K. i Vito Spatafore uživaju u neradu. Ekipa primjećuje dosta vrijednog materijala na gradilištu koje leži okolo; to spominju Chrisu koji se čini zainteresiranim.
Nakon što je materijal nestao, Tony odmah naziva Chrisa kako bi ga ukorio. Tony mu kaže kako u graditeljskim poslovima ne vidi financijskog potencijala te da je bijesan jer će krađa donijeti neželjenu pozornost njihovoj uključenosti u posao. Christopher odlazi kući kako bi se nafiksao i požalio se Adriani. Prijekor prenosi i članovima ekipe Patsyju i Little Paulieju, ali Patsy inzistira kako ga je Chris "pogledao" što je shvatio kao odobrenje. 
Silvio kaže Tonyju kako se Patsy osjeća marginaliziranim Chrisovom promocijom. Tony se ne čini zabrinut, ali je Silvio očigledno uznemiren zbog pojavljivanja rivala. Patsy posjećuje Silvia u Bingu i spominje mu neke podne obloge s gradilišta; Silvio mu kaže da ih ukrade usprkos Tonyjevim naredbama. Nakon ove krađe, Jack Massarone pronalazi Tonyja kako igra golf s Artiejem i kaže mu što se dogodilo. Chris dobije usmeni ukor od Tonyja što ne kontrolira svoju ekipu. Chris odlazi na gradilište Esplanade iako je bio na putu za kuću Adrianine majke. Chris se posvađa s Patsyjem, a svađa postaje nasilna. Nakon što afroamerički radnik zaprijetio da će pozvati policiju, Patsy spomene Ralpha Bunchea i pretuče ga šipkom sa skele.
Adriana nastavlja svoje prijateljstvo s "Danielle", agenticom FBI-a na tajnom zadatku, dogovorivši se da se nađu u Crazy Horseu. Nakon što su se susrele, Adriana počne pričati o svojim strahovima kako možda ne može zanijeti zbog komplikacija s pobačajem kojeg je imala prije nego što je upoznala Christophera. Danielle je pritiskala Adrianu da otkrije Chrisovu uključenost u mafiju, pa se ne čini jako iznenađenom. Međutim, suosjećajno joj preporuči dobrog ginekologa kojeg posjećuje njezina sestra u New Yorku (zapravo je sama nedavno rodila). Chris i Little Paulie stižu u klub, a Chris Paulieju daje malo kokaina ispred Danielle.
Nastavlja se veza Ralphieja i Janice, a najviše vremena provode u njezinoj kući. Neočekivano se pojavljuje Tony, a Ralphie se skrije na katu. Nakon što Tony otkrije njegovu cipelu, upozori Janice da se ne spetlja s Ralphom, ali ona se ne obazire. Little Paulie posjećuje svog ujaka u Youngstownu i prosljeđuje mu novosti sa sastanka. Paulie upita je li itko posjetio njegovu majku, a Little Paulie mu kaže kako nije nitko ali da joj je Tony poslao bombonijeru. Little Paulie prepriča Ralphovu šalu s Albertove rođendanske zabave, koja se Paulieju ne čini smiješnom, vjerojatno zbog njegova prijateljsko-partnerskog odnosa s Johnnyjem Sackom.
Christopher i Adriana provode večer u Crazy Horseu s Danielle. Dok se par ljubi, Christopher stavi ruku na Daniellino bedro, što izazove svađu između njega i Adriane, te navede Danielle da ode. Chris ustvrdi kako je Danielle stavila njegovu ruku na svoje bedro, a Adriana mu povjeruje. Prestaje se javljati na Danielline pozive; kako Danielle ne odustaje od nazivanja, Adriana je nazove i kaže joj kako je više ne želi vidjeti. FBI odlučuje privesti Adrianu i otkriti Daniellin pravi identitet - onaj specijalne agentice Deborah Ciccerone. Agent Harris pridružuje se agentici Ciccerone pri Adrianinom uhićenju. Odvode je na sastanak sa šefom Frankom Cubitosom, gdje joj agenti kažu kako može izabrati između 25 godina zatvora zbog posjedovanja kokaina i namjere njegova raspačavanja (s dodatnom mogućnošću osvete Tonyja Soprana zbog dovođenja tajnog agenta u njegov i Moltisantijev dom te klub) ili početka surađivanja s njima odgovarajući na neka pitanja. Iznimno nervozna i uznemirena, Adriana povrati po stolu i šefu Curbitosu.

## Glavni glumci
- James Gandolfini kao Tony Soprano
- Lorraine Bracco kao dr. Jennifer Melfi
- Edie Falco kao Carmela Soprano
- Michael Imperioli kao Christopher Moltisanti
- Dominic Chianese kao Corrado Soprano, Jr. *
- Steven Van Zandt kao Silvio Dante
- Tony Sirico kao Paulie Gualtieri
- Robert Iler kao A.J. Soprano
- Jamie-Lynn Sigler kao Meadow Soprano
- Aida Turturro kao Janice Soprano
- Joe Pantoliano kao Ralph Cifaretto
- Drea de Matteo kao Adriana La Cerva
- Federico Castelluccio kao Furio Giunta
- John Ventimiglia kao Artie Bucco

* samo potpis

### Gostujući glumci
| - Will Arnett kao agent Mike Waldrup - Carl Capotorto kao Little Paulie Germani - Max Casella kao Benny Fazio - Robert Desiderio kao Jack Massarone - Raymond Franza kao Donny K. - Danyelle Freeman kao Misty Giaculo - Robert Funaro kao Eugene Pontecorvo - Joseph R. Gannascoli kao Vito Spatafore - Lola Glaudini kao agentica Deborah Ciccerone - Dan Grimaldi kao Patsy Parisi - Chris Hogan kao studentski savjetnik | - John Clark Jorgensen kao izbacivač - Thomas Jorgensen kao izbacivač - Linda Lavin kao dr. Wendy Kobler - David S. Lomax kao radnik - George Loros kao Raymond Curto - Richard Maldone kao Albert Barese - Arthur J. Nascarella kao Carlo Gervasi - Frank Pellegrino kao šef Frank Cubitoso - Matt Servitto kao agent Dwight Harris - Jeff E. Surawski kao izbacivač |

## Naslovna referenca
- Naslov se odnosi na način kako mafija dodjeljuje plaćene poslove na gradiilištu radnicima koji se ne moraju pojaviti, ali i dalje bivaju plaćeni. U epizodi, obitelj dijeli takve poslove između Ralphove i Pauliejeve ekipe — Christopher i Paulie dobivaju poslove na kojima se ne moraju pojaviti. Dodjeljuju se i tri posla na kojima se ne mora raditi, odnosno na kojima se "radnik" pojavljuje na dodijeljenom poslu u određene sate, ali ne radi ništa, kao Patsy u ovoj epizodi koji se izležava u sjedaljkama za plažu.
- Naslov se odnosi i na Meadowinu odluku. "No show" je zrakoplovna šifra za putnike koji su kupili kartu, ali se nisu pojavili na terminalu i tako propustili let.

## Poveznice s prijašnjim epizodama
- Silvio, Patsy i Little Paulie razgovaraju o poslovima za Pauliejevu ekipu. U epizodi ...To Save Us All from Satan's Power, Paulie kaže Tonyju da mu Tommy Angeletti, projektant Ralphiejeva projekta Esplanade, duguje 100.000 dolara zbog oklada na sveučilišnu košarku. Kako je Ralphie zadužio Angelettija za još više novca, on ne uspijeva platiti svoj dug. Paulie zatraži od Tonyja da mu dâ poslove kao kompenzaciju.
- Nakon što se Chris i Patsy potuku na gradilištu, Chris upozori Patsyja da nije zaboravio kako je njušio Adrianino donje rublje. Patsy odvraća da to nije bio on. To je referenca na incident u epizodi Second Opinion gdje Paulie i Patsy upadaju u Chrisov i Adrianin stan tražeći njihov udio od odjeće koju je ukrao Chris. Prateći što rade, Chris opazi kako Paulie, ne Patsy, njuši Adrianino donje rublje.
- Razgovarajući s dr. Kobler, Meadow spominje kako je bila iziritrana što su dečki pjevali talijanske balade na bdijenju za Jackieja Jr. — to je referenca na Juniorovo pjevanje u epizodi Army of One.

## Reference na druge medije
- U Chrisovu i Adrianinu stanu, ona gleda seriju Svi vole Raymonda dok Chris uzima heroin. Slučajnost je da lik Raya Romana i tvrtka za otpad Tonyja Soprana dijele ime "Barone". Podružnica HBO-a HBO Independent Productions koproducent je te serije.

## Glazba
- Tijekom odjavne špice svira naslovna pjesma s albuma Radioheada iz 2000. Kid A. Pjesma se odnosi na Meadow, koja igra važnu ulogu u epizodi, jer je ona prvorođeno dijete, ili "Kid A".

## Vanjske poveznice
- "No Show" u internetskoj bazi filmova IMDb-a